# Académie européenne de sociologie
L'Académie européenne de sociologie (EAS) est une organisation de scientifiques européens possédant une expertise dans de nombreux domaines différents de la sociologie et une préoccupation commune concernant des normes de qualité élevées pour la recherche et l'enseignement sociologiques. Actuellement, l'Académie compte 42 membres élus (par exemple, Emmanuel Lazega, Melinda Mills et Diego Gambetta) et 16 membres émérites (par exemple, John Goldthorpe, Anuška Ferligoj et Mohamed Cherkaoui).

## Histoire
EAS a été fondée à Paris en 2000 et le sociologue français Raymond Boudon en a été le premier président. Les présidents suivants étaient Peter Hedström, Werner Raub, Frank Kalter et Emmanuel Lazega. La présidente actuelle est Lucinda Platt.

## Mission
L'Académie européenne de sociologie vise à promouvoir et à maintenir des normes de qualité rigoureuses pour la recherche et l'enseignement en sociologie qui aident les citoyens, les acteurs politiques, les bailleurs de fonds de la recherche et les étudiants potentiels à identifier d'excellents programmes de recherche et d'enseignement. Dans ce but, les membres offrent leurs services aux organismes internationaux d'accréditation et d'évaluation.
L'Académie décerne chaque année deux prix récompensant l'excellence de la recherche en sociologie: un prix pour publications distinguées (depuis 2005) et le prix Raymond Boudon pour l'excellence en début de carrière (depuis 2016). Le lauréat du Prix Raymond Boudon est invité à donner une conférence lors de l'assemblée annuelle de l'Académie, et un ou plusieurs membres et/ou sociologues invités donnent des conférences supplémentaires. Certaines de ces conférences ont été publiées dans la European Sociological Review (en),,.

## Lauréats du Prix Raymond Boudon
Les personnes suivants ont reçu le prix Raymond Boudon:
- 2016 : Delia Baldassarri, Université de New York et Université Bocconi
- 2017 : Arnout van de Rijt, Institut Universitaire Européen
- 2018 : Christoph Stadtfeld, ETH Zurich
- 2019 : Ozan Aksoy, University College de Londres
- 2021 : Dominik Hangartner, ETH Zürich
- 2022 : Kristian Bernt Karlson, Université de Copenhague